# Elna Borch
Elna Borch, född 6 december 1869, död 3 oktober 1950, var en dansk konstnär (skulptör).
Elna Borch utförde en mängd grupper, figurer, byster och reliefer, såsom marmorgruppen Döden och den unga kvinnan och bysten En leende satyr.
Borch deltog i utställningen Kvindernes Udstilling 1895.

## Galleri

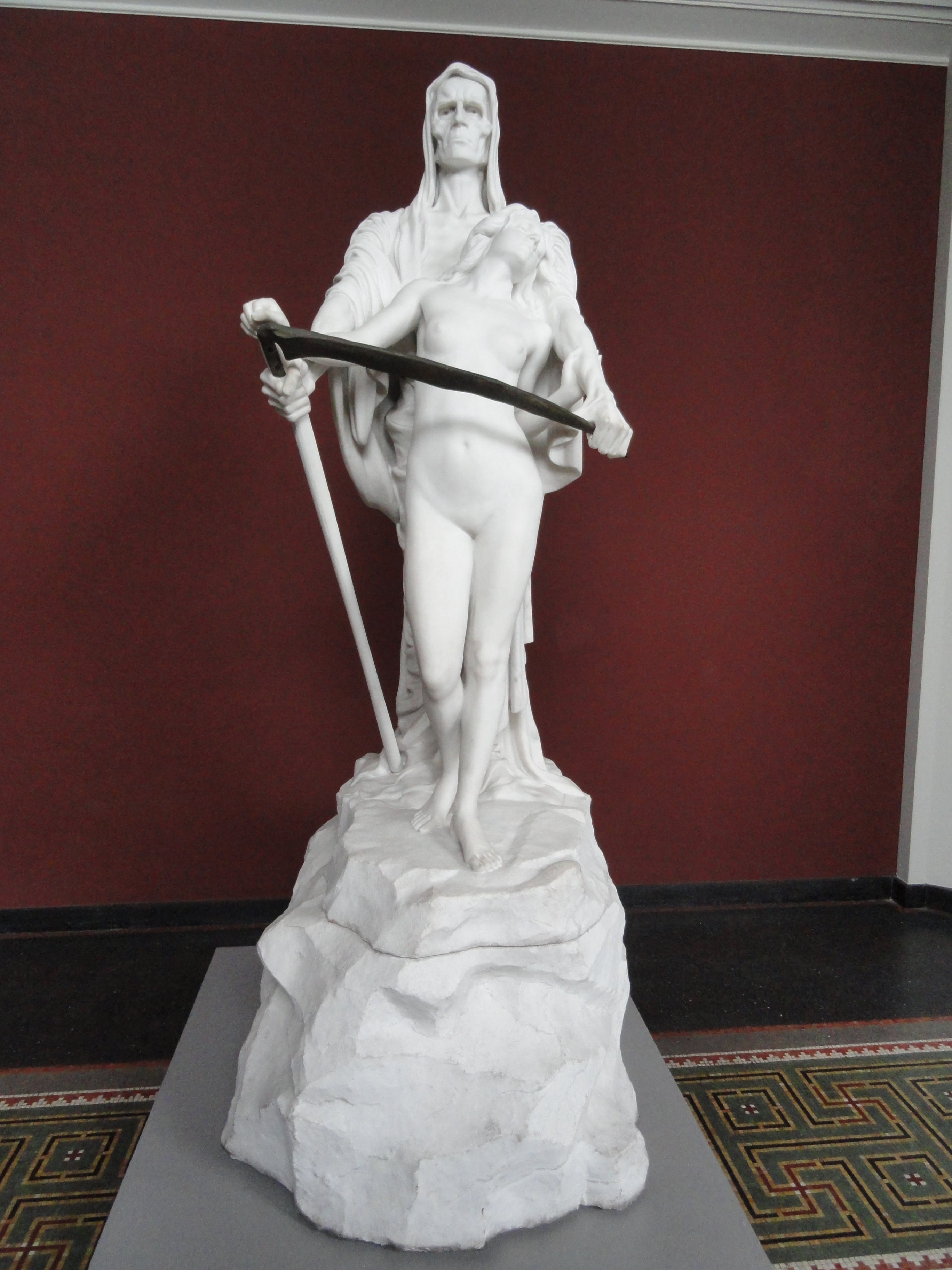
Döden och den unga kvinnan, 1905